# 後免東町停留場
後免東町停留場（日语：／ Gomen higashimachi teiryūjō */?），是位於高知縣南國市後免町三丁目，土佐電交通後免線的電車站。

## 歷史
此電車站在1911年（明治44年）5月，由土佐電交通的前身土佐電氣鐵道後免中町通停留場至此停留場之間開通同時啟用。當時為後免線的終點站，同時當時電車站名為後免町停留場（日语：／）。在1922年（大正11年），電車站改名為後免東町通停留場（日语：／）。
在1924年（大正13年），高知鐵道（後來為土佐電氣鐵道安藝線）後免至手結之間開通。使於翌年1925年後免線延長至後免站前，新的終點站後免町站前停留場啟用。但是電車站改名為後免東町停留場的日期不詳。
- 1911年（明治44年）5月14日 - 後免中町通至此電車站之間開通，後免町停留場啟用[1][3]。後免線全線開通[1]。
- 1922年（大正11年）2月21日 - 電車站改名為後免東町通停留場[1][3]。
- 1925年（大正14年）2月21日 - 此電車站至後免町站前之間開通[1]。
- 日期不詳 - 電車站改名為後免東町停留場[3]。
- 2014年（平成26年）10月1日 - 土佐電氣鐵道、高知縣交通（日语：高知県交通）和土佐電Dream Service（日语：土佐電ドリームサービス）合併，土佐電交通成立[4]。成為土佐電交通的電車站。

## 電車站構造
電車站是建造在共用行車道上。電車站設有2面2線的相對式乘車處。路軌北邊為後免町方向，南邊為播磨屋橋方向的乘車處。播磨屋橋方向設有安全島（月台），後免町方向沒有任何設備。停留場兩邊設有的士站。

## 電車站周邊
此停留場至後免町停留場之間的區間為專用軌道區間。曾經播磨屋橋方向至後免西町停留場之間為專用軌道。在1933年（昭和8年）實施縣道翻新工程同時變為共用行車道。
- 後免町商店街
- 南國中央醫院
- 高知縣警察學校
- 南國稅務署
- 「後免東町」巴士站

## 相鄰電車站
土佐電交通
後免線
後免町－後免東町－後免中町

## 注腳